# Kristian Hermanson
Kristian Hermanson, född 13 februari 1971, är en svensk musiker.  Han är son till jazzmusikern Christer Hermanson.
Han var en av medlemmarna i gruppen i Friends, varefter han sjöng i bandet The Poodles under smeknamnet Dan Spandex (Dans-Bands-Ex). I bandet medverkade också Emil Lindroth, känd från TV-serien Tre Kronor.
Hermanson har skrivit musik till bland annat Jill Johnson och skrev ett bidrag som år 2006 var med i norska melodifestivalen. Hermanson släppte första singeln i eget namn i mitten av juni 2006, "A Brand New Day" (distr. Mariann Grammofon). Han släppte sitt första fullängdsalbum Learning to Fly den 27 februari 2008. "1971" och "A Brand New Day" provades båda på svensktoppen. Musikstilen har beskrivits som en hybrid av Beatles och Queen.[källa behövs] 9 augusti 2010 släpptes album No# 2 vid namn Spaceman. Hösten 2013 släpptes Hell or Highwater. Våren 2015 släpptes Four Shades. 2018 startade Kristian hårdrocksbandet STARMEN som skivdebuterade samma år med albumet Kiss the Sky.